# Hydraena algerina
Hydraena algerina är en skalbaggsart som beskrevs av Kaddouri 1992. Hydraena algerina ingår i släktet Hydraena och familjen vattenbrynsbaggar. Inga underarter finns listade i Catalogue of Life.